# 田中一成
田中 一成（たなか かずなり、1967年4月8日 - 2016年10月10日）は、日本の男性声優、ナレーター。大阪府出身。青二プロダクションに所属していた。

## 生涯
大阪芸術大学放送学科卒業。青二塾大阪校第2期卒業。
もともと洋画やアニメを好み、吹き替えものに出演してみたいとの思いが声優を志すきっかけ。高校の頃「落ちてもともと」と青二塾のオーディションを受ける。当時柔道をやっていたため身体が大きく、面接官に「掛け声をやってください」と言われ実演。田中によると「それで受かったんじゃないかな（笑）」とのこと。1991年にOVA『ウィザードリィ』のライフスティーラー4役でデビュー。1992年の『まぼろしまぼちゃん』の渡しブタ役が初レギュラーとなる。
アニメでは好青年やギャグキャラを多く演じていた。2003年にはアコースティックユニット・道頓堀ダイバーズを結成し、ヴォーカルとギターを担当していた。
2016年10月10日、脳幹出血のため死去。49歳没（享年50）。

## 人物・エピソード
音域はF2 - F5。方言は関西弁。
趣味はギター、中国武術、バイクでのツーリング。特技は柔道初段。
資格・免許は普通自動車免許、大型自動二輪免許。
オートバイと酒が好き。好きな言葉は「今度飲みに行きましょう」。既婚者で子供が2人いる。
学生時代、劇団の公演中、照明の電球を壊し「誰がやったんやろ？」と白を切るなど、本人曰く「罪深い人生を送ってきた」とのこと。その後インタビュー内で謝罪している。
中学時代、必修クラブでアメリカ民謡研究会に在籍していた。ギターを好み、毎日のように触っていたらしく、高校から大学に入る頃にバンドを組んでいたとのこと。声優になってからは「LIPPERS」というバンドを結成。同バンドのメンバーであり相棒の神奈延年とは、「目付きの悪いヤツだな」と思っていたがスタジオのロビーで意気投合し、「じゃあバンドをやろうか」という感じで結成したという。
『ハイキュー!!』で田中が生前に収録した最後のセリフは、第3期第8話の「嫌な男」より、「下を向くんじゃねぇ！バレーは常に上を向くスポーツだ！」で、川渡瞬己役を演じた堀井茶渡がこのセリフを引用しつつ、感謝のコメントを贈っている。このシーンは、原作単行本21巻第183話「欲しがった男」として収録されている。

## 後任
田中の死後、持ち役を引き継いだ人物は以下の通り。
| 後任         | 役名               | 作品                                                 | 後任の初出演                                     |
| ------------ | ------------------ | ---------------------------------------------------- | ------------------------------------------------ |
| 江川央生     | 烏養繋心           | 『ハイキュー!!』                                     | 『ハイキュー!! 烏野高校 VS 白鳥沢学園高校』第9話 |
| 服巻浩司     | 野口冨士男         | 『ちびまる子ちゃん』                                 | 2016年12月11日放送回                             |
| 荒井聡太     | BB                 | 『ONE PIECE』                                        | 第765話                                          |
| 間宮康弘     | マンボシ           | 『ONE PIECE』                                        | 第777話                                          |
| 高塚正也     | アバロ・ピサロ     | 『ONE PIECE』                                        | 第917話                                          |
| 檜山修之     | 玉城真一郎         | 『コードギアス 反逆のルルーシュ』                    | 『コードギアス 反逆のルルーシュ I 興道』         |
| 檜山修之     | 熱繰椎造           | 『クレヨンしんちゃん』                               | 第1213話Cパート                                  |
| 藤本たかひろ | 金城潤矢           | 『ペルソナ5』                                        | 『PERSONA5 the Animation』                       |
| 半田裕典     | 海松万寿烏         | 『忍たま乱太郎』                                     | 第27期                                           |
| 福原かつみ   | 亀田幸一           | 『ひぐらしのなく頃に』                               | 『ひぐらしのなく頃に業』                         |
| 最上嗣生     | ゴリ丸             | 『かいけつゾロリ』                                   | 『もっと!まじめにふまじめ かいけつゾロリ』       |
| 阪口周平     | ジドレ             | 『機動戦士Ζガンダム A New Translation -星を継ぐ者-』 | 『機動戦士ガンダム U.C. ENGAGE』                 |
| 勝杏里       | アビラマ・レッダー | 『BLEACH』                                           | 『BLEACH Rebirth of Souls』                      |

## 出演
太字はメインキャラクター。

### テレビアニメ
1990年
- キテレツ大百科（ヤング、漫才師、客、平氏、中条 他）

1991年
- ウルトラマンキッズ 母をたずねて3000万光年（1991年 - 1992年、兵隊たち、怪獣シッポポ、管理コンピュータ、タッコン兄弟）
- 緊急発進セイバーキッズ
- ゲッターロボ號（係員B）
- ドラゴンクエスト ダイの大冒険（第1作）（1991年 - 1992年、マーマン、兵士、ガーゴイルB、悪党、トロル、客B）
- ハイスクールミステリー学園七不思議（みずきの父、医師）
- まじかる☆タルるートくん（1991年 - 1992年、ハイカー、キャンディー屋さん、右グローブ、イキフキガエル、もぞクッション、酔っ払い）

1992年
- 超電動ロボ 鉄人28号FX
- 南国少年パプワくん（1992年 - 1993年、パンダ）
- まぼろしまぼちゃん（渡しブタ）
- 美少女戦士セーラームーン（1992年 - 1993年、局員、警官、男、記者、通行人 他） - 2シリーズ

1993年
- 剣勇伝説YAIBA（1993年 - 1994年、ゲロ左衛門、剣道部員、八鬼）
- GS美神（警備隊員、医師、悪霊、パイロット、幽霊 他）
- SLAM DUNK（不良、横中監督、チームメイト、岸本）
- ツヨシしっかりしなさい（1993年 - 1994年、男B、田部、男A、上岡、オカマ）
- ドラゴンボールZ（1993年 - 1995年、鬼、チャプチャイ、マーライコー、サタンの弟子、兄回虫 他）
- ドラゴンボールZ 絶望への反抗!!残された超戦士・悟飯とトランクス（係員）
- バトルスピリッツ 龍虎の拳（部下A）

1994年
- 蒼き伝説 シュート!（緒方、松方、不良A）
- きょうふのキョーちゃん（浜田雅功）
- 真拳伝説タイトロード（イリア・オルロフ）
- ママレード・ボーイ（六反田務、古館、柴田）

1995年
- アニメ世界の童話（ジョン王子、チェシャ猫、アトス）
- ちびまる子ちゃん（1995年 - 2016年、野口冨士男〈初代〉、店員、靴磨きのおじさん）

1996年
- ガンバリスト! 駿（福沢）
- ゲゲゲの鬼太郎（第4作）（1996年 - 1998年、デコ、雨ふり小僧、警官、親分、着物狸）
- 地獄先生ぬ〜べ〜（木村克也、サッカー部員）
- ドラゴンボールGT（1996年 - 1997年、ダンパラ）

1997年
- 少年Hが見た戦争
- バトルアスリーテス大運動会

1998年
- ドクタースランプ（コピーくん、子分C、ダンナ部下）
- TRIGUN（ソドム、悪党の手下C）
- MASTERキートン（男B、ケンドルの手下）
- 名探偵コナン（1998年 - 2016年、立柴金次、胴口規之、黒木次郎、阿笠博士〈少年時代〉、虎田繁次、湯元幸一、甘粕亨 他）
- ヨシモトムチッ子物語（グンバイヤマシタ）

1999年
- 仙界伝 封神演義（黄飛虎）
- 週刊ストーリーランド「103便SOS」（管制官）
- ∀ガンダム（ブルーノ 他）
- Bビーダマン爆外伝V（ビーダ原人ボス、つうこうにんボン、CMナレーション）

2000年
- 犬夜叉（2000年 - 2004年、妖狼族、東妖狼、ナナフシ、梅村、小助の父、一ツ目黒鬼、香具師、僧、樵 他）
- ヴァンドレッド（男A）
- サクラ大戦TV（渚）
- 勝負師伝説 哲也（麻雀曙店長、クラブ店長、客B）

2001年
- あぃまぃみぃ!ストロベリー・エッグ（深江晃の父）
- スクライド（正樹）
- Z.O.E Dolores, i（リチャード、アナウンサー）
- ONE PIECE（2001年 - 2016年、団長〈プップー〉、タララン、アバロ・ピサロ〈初代〉、茶ひげ、貴族の父〈アッホ・デスネン9世〉、マンボシ〈初代〉、ガル、BB〈初代〉、ヨモ牧師 他）

2002年
- アクエリアンエイジ Sign for Evolution（品川）
- あたしンち（2002年 - 2008年、店員、魚屋、板前B、TVの声、店主）
- Witch Hunter ROBIN（追手A、救急隊員A、襲撃者）
- 王ドロボウJING
- OVERMANキングゲイナー（キューエム、シッタ、クルー、作業員B、親衛隊員）
- GetBackers-奪還屋-（子分）
- デジモンフロンティア（もんざえモン）
- 天使な小生意気（藤木一郎）
- ベイベーばあちゃん（玄さん）

2003年
- エアマスター（屋敷俊）
- カレイドスター（カメラマン）
- クラッシュギアNitro（医者）
- クレヨンしんちゃん（2003年 - 2005年、猿尻赤男、お兄さんA、熱繰椎造〈初代〉）
- グリーングリーン（バッチグー）
- 金色のガッシュベル!!（2003年 - 2004年、山中浩、犬）
- 出撃!マシンロボレスキュー（社長）
- ソニックX（2003年 - 2004年、科学技術庁長官、カウボーイ）
- 高橋留美子劇場（同僚、夫）
- ブラック・ジャック2時間スペシャル 〜命をめぐる4つの奇跡〜（警官）
- プラネテス（星野八郎太〈ハチマキ〉）

2004年
- エリア88（ラリー）
- おじゃる丸（尺とり虫）
- かいけつゾロリ（のものけ、ゴリ丸、アナウンス）
- 巌窟王（2004年 - 2005年、ボヴィル、盗賊の手下、係員、御者、参謀 他）
- 機動戦士ガンダムSEED DESTINY（2004年 - 2005年、オーソン・ホワイト、管制）
- 北へ。〜Diamond Dust Drops〜（TVワイドショー）
- ドラえもん（テレビ朝日版第1期）（若者A）
- クロノクルセイド（作業衣の男）
- サムライチャンプルー（ヤクザ）
- 鉄人28号（同僚A）
- 忍たま乱太郎（海松万寿鳥〈初代〉）
- 爆裂天使（見物人）
- ポケットモンスター アドバンスジェネレーション（ソウヤ）
- ボボボーボ・ボーボボ（ウキッキ）

2005年
- SHUFFLE!（チャリンコ山口）
- SPEED GRAPHER（一の橋）
- ドラえもん（テレビ朝日版第2期）（2005年 - 2016年、料理人、警備員、男子学生、犬）
- トランスフォーマー ギャラクシーフォース（サンダークラッカー）
- まじめにふまじめ かいけつゾロリ（アルマイニ、ゴリ丸）
- 魔法先生ネギま!
- ロックマンエグゼStream（ラット）

2006年
- ウィッチブレイド（エクスコン）
- エア・ギア（犬山）
- 格闘美神 武龍 REBIRTH（雅基）
- ギャラクシーエンジェる〜ん（刑事、ヤス、会長、艦隊B、主人 他）
- 銀魂（加藤健〈カトケン〉）
- ケロロ軍曹（2006年 - 2010年、車掌ロボ、ガミ、香苗の父親）
- コードギアス 反逆のルルーシュ（2006年 - 2008年、玉城真一郎、助役） - 2シリーズ

2007年
- おでんくん（餅の海）
- ゲゲゲの鬼太郎（第5作）（2007年 - 2008年、ジロウズ、化け狸、打田、虎男、味庭うる平、魔火 他）
- シャイニング・ティアーズ・クロス・ウィンド（エンウ）
- SHUFFLE! MEMORIES（チャリンコ山口）
- Devil May Cry（管理局員A）
- 電脳コイル（フミエの父）
- はたらキッズ マイハム組（2007年 - 2008年、二階堂ケン）
- ヒロイック・エイジ（クラトス、ボルトゥールス、大使）
- ひぐらしのなく頃に解（亀田幸一）
- MOONLIGHT MILE 2ndシーズン -Touch down-（張の父）
- ラブ★コン（生徒、バスケ部キャプテン、中学の同級生、警官）
- ロケットガール（安川晴行）

2008年
- カイバ
- 黒塚 KUROZUKA（武悪）
- ねぎぼうずのあさたろう（2008年 - 2009年、にきち）
- ONE OUTS -ワンナウツ-（皮戸）

2009年
- 川の光
- 空中ブランコ（記者）
- ゴルゴ13（ミゲル）
- スレイヤーズEVOLUTION-R（男）
- BLEACH（アビラマ・レッダー）
- RIDEBACK -ライドバック-（コブラ兄）

2010年
- SDガンダム三国伝 Brave Battle Warriors（蹋頓メッメドーザ）
- 怪談レストラン（まだら鬼）
- GIANT KILLING（片山）
- ドラゴンボール改（カロニー）
- NARUTO -ナルト- 疾風伝（チャイニャ）
- ハートキャッチプリキュア!（原野正広）

2011年
- 俺たちに翼はない（チケドン）
- 機動戦士ガンダムAGE（憲兵司令）
- 日常（兵士15番）

2012年
- アクセル・ワールド（敵A、敵アバターB、スナイパー）
- ソードアート・オンライン（ジータクス）
- トリコ（2012年 - 2013年、店主、シャンピン）
- バトルスピリッツ ソードアイズ（ザルドー）
- BRAVE10（三好清海入道）
- ONE PIECE エピソードオブナミ 〜航海士の涙と仲間の絆〜（海賊）

2013年
- ファンタジスタドール（戸取誠）

2014年
- ハイキュー!!（2014年 - 2016年、烏養繋心〈初代〉） - 3シリーズ
- マジンボーン（竜神健悟）

2015年
- ディスク・ウォーズ:アベンジャーズ（バロン・ブラッド）
- 美少女戦士セーラームーンCrystal（アキラル）

2016年
- シュヴァルツェスマーケン（オットー・シュトラウス）
- デュエル・マスターズ VSRF（SASA-KING監督）
- ドラゴンボール超（レフェリー）
- はんだくん（力丸、教頭）
- ONE PIECE 〜ハートオブゴールド〜

2017年
- ID-0（アイキャッチ ボイス）

### 劇場アニメ
1992年
- ドラゴンボールZ 激突!!100億パワーの戦士たち（ナメック星人）

1993年
- ろくでなしBLUES 1993（大間）

1996年
- ウルトラマンカンパニー（子分）
- (超)劇場版! 地獄先生ぬ〜べ〜（木村克也）

1997年
- 劇場版 地獄先生ぬ〜べ〜 午前0時ぬ〜べ〜死す!（木村克也）
- 劇場版 地獄先生ぬ〜べ〜 恐怖の夏休み!! 妖し海の伝説!!（木村克也）
- 地球が動いた日（若者A）

2000年
- 機動戦士ガンダム 特別版（オスカー）
- 機動戦士ガンダムII 哀・戦士編 特別版（オスカー）
- 機動戦士ガンダムIII めぐりあい宇宙編 特別版（オスカー）

2001年
- 犬夜叉 時代を越える想い（男）

2003年
- 犬夜叉 天下覇道の剣
- ドラえもん のび太とふしぎ風使い（嵐族A）

2004年
- クレヨンしんちゃん 嵐を呼ぶ!夕陽のカスカベボーイズ（ジャスティスの部下3）

2005年
- 機動戦士Ζガンダム A New Translation -星を継ぐ者-（シドレ）
- 機動戦士ΖガンダムII A New Translation -恋人たち-（テダム）
- 金色のガッシュベル!! メカバルカンの来襲（山中浩）

2007年
- 河童のクゥと夏休み（出版社の男）
- 名探偵コナン 紺碧の棺（ホテルマン）

2011年
- クレヨンしんちゃん 嵐を呼ぶ黄金のスパイ大作戦（トロロ）

2012年
- 虹色ほたる 〜永遠の夏休み〜（セツコの父）
- ONE PIECE FILM Z

2015年
- ちびまる子ちゃん イタリアから来た少年（隣のオヤジ）
- ハイキュー!! 終わりと始まり（烏養繋心）

2016年
- ONE PIECE FILM GOLD

### OVA
1991年
- ウィザードリィ（ライフスティーラー4）
- Crying フリーマン（部下、ヤクザ）
- ここはグリーン・ウッド（男A）
- スローステップ（男B）
- BE-BOP-HIGHSCHOOL（1991年 - 1993年、内村、石神、工藤）

1992年
- うしおととら（作業員、ヤクザ）
- カメレオン（松金ひろみ）
- 機神兵団（釣り人）
- 創竜伝
- 超時空要塞マクロスII -LOVERS AGAIN-
- なにわ遊侠伝（少年）

1994年
- グラップラー刃牙（護衛）
- ぼくはこのまま帰らない（岩崎和由）

1996年
- 湘南爆走族 11 喧嘩の花咲く修学旅行（警官）

1997年
- 荒くれKNIGHT（尾黒竜二）

1998年
- 青の6号（大川明周）
- MASTERキートン（ギタリストA）

1999年
- メルティランサー The Animation（T、EMPオペレーター〈イ〉）

2000年
- 名探偵コナン コナンvsキッドvsヤイバ 宝刀争奪大決戦!!（ゲロ左エ門）

2001年
- 名探偵コナン 謎のすい星怪獣を追え！（三島匠）

2002年
- グリーングリーン（バッチグー）

2003年
- 機動新撰組 萌えよ剣（芸妓）

2004年
- 機動戦士ガンダム MS IGLOO 1年戦争秘録（ジャクソン）
- 土方歳三 白の軌跡（大鳥圭介）

2005年
- いちご100% オリジナルDVD（男1）

2006年
- FREEDOM（ドロワ）

2007年
- サクラ大戦 ニューヨーク・紐育（紐育の人々）
- 茄子 スーツケースの渡り鳥（ダグダグ）

2008年
- ドラゴンボール オッス!帰ってきた孫悟空と仲間たち!!（カド）

2011年
- 名探偵コナン ロンドンからの秘指令（巡査）

2015年
- ハイキュー!!（烏養繋心）※コミックス第15巻アニメDVD付予約限定版

### Webアニメ
- ブラック・ジャック（2001年、ピエール、野次馬）
- 美少女戦士セーラームーンCrystal（2015年、アキラル）

### ゲーム
1993年
- アネット再び（偽王女の手下B）
- オーロラクエスト おたくの星座 IN ANOTHER WORLD（ブラフマー）

1994年
- カイザーナックル（J・マッコイ）
- サークIII（ドルク・カート）
- 美少女戦士セーラームーン（不良A）※PCエンジン版
- ぷよぷよCD（ゾンビ）

1995年
- ドラグーンマイト（レジー、ドレイク、猿丸）

1996年
- だい好キッス（コ〜イチ）
- ぷよぷよCD通（ゾンビ、ももも）

1997年
- 地獄先生ぬ〜べ〜（木村克也）
- シャイニング・フォースIII シナリオ1 - 3（1997年 - 1998年、ホースト、フィンデング） - 3作品
- シルエットミラージュ（グレゴリ）
- トバル2（ホム）
- 熱砂の惑星（ナスカン）

1999年
- グローランサー（オズワルド）
- 〜アートカミオン〜芸術伝（蟹崎譲治）
- 爆走デコトラ伝説2 男人生夢一路（松肩）

2000年
- 機動戦士ガンダム（オスカ）
- 決戦（小西行長、長宗我部盛親、前田慶次）

2001年
- グリーングリーン（バッチグー）
- 決戦II（木鹿大王、蔡瑁、呂蒙）
- 逮捕しちゃうぞ（保安課員）

2002年
- 兎 -野性の闘牌-（風間巌〈園長〉）

2003年
- サモンナイト3（ファルゼン）

2004年
- 犬夜叉 〜呪詛の仮面〜
- 兎 -野性の闘牌- 山城麻雀編（園長）
- グリーングリーン2 恋のスペシャルサマー（バッチグー）
- スーパーロボット大戦MX（火星の後継者）

2005年
- 兎 -野性の闘牌- ONLINE（園長、東雲）
- グリーングリーン3 ハローグッバイ（バッチグー）
- スーパーロボット大戦MX ポータブル（火星の後継者）
- メタルギアアシッド2（ハラブセラップ）

2006年
- エーデルワイス（アッポー）
- 鐘ノ音ダイナティック（バッチグー）

2007年
- クレヨンしんちゃんDS 嵐を呼ぶ ぬってクレヨ〜ン大作戦!
- シャイニング・ウィンド（エンウ）
- ひぐらしのなく頃に祭（亀田幸一）
- BLADESTORM 百年戦争（ジャン）

2008年
- コードギアス 反逆のルルーシュ LOST COLORS（玉城真一郎）
- メタルギアソリッド4（一般兵）
- ラスト・エスコート2 〜深夜の甘い棘〜（香希）

2009年
- SDガンダム GGENERATION（2009年 - 2012年、ブルーノ） - 4作品
- 龍が如く3

2010年
- Another Century's Episode:R
- イース -フェルガナの誓い-（ガードナー、アンドレ）
- クロヒョウ 龍が如く新章（嶋鉄司）
- ゴッドイーター バースト（プレイヤーボイス）
- 真・三國無双 MULTI RAID 2（項羽）
- テイルズ オブ ファンタジア なりきりダンジョンX（イシュラント）
- ニーア・レプリカント

2011年
- code 18（藤井剛）
- 第2次スーパーロボット大戦Z 破界篇 / 再世篇（2011年 - 2012年、玉城真一郎） - 2作品
- テイルズ オブ ザ ワールド レディアント マイソロジー3（ミゲル）

2012年
- クロヒョウ2 龍が如く 阿修羅編（嶋鉄司）
- ジョジョの奇妙な冒険 オールスターバトル（小林玉美）
- スーパーロボット大戦OGサーガ 魔装機神II REVELATION OF EVIL GOD（ディーゴ・カムラッド、手下）
- 第2次スーパーロボット大戦OG（山賊）
- ワンピース 海賊無双（海賊隊長2、ドラム1、インペルダウン職員1）

2013年
- スーパーロボット大戦OGサーガ 魔装機神III PRIDE OF JUSTICE
- STORM LOVER 2nd

2014年
- 魁!!男塾 〜日本よ、これが男である!〜（飛燕）
- スーパーロボット大戦OGサーガ 魔装機神F COFFIN OF THE END
- ハイキュー!! 繋げ!頂の景色!!（烏養繋心）

2015年
- ジョジョの奇妙な冒険 アイズオブヘブン（小林玉美）
- ドラゴンボールヒーローズ（2015年 - 2019年、カド） - 4作品
- ひぐらしのなく頃に粋（亀田幸一）
- 龍が如く0 誓いの場所（李文海〈とある整体師〉）

2016年
- シュヴァルツェスマーケン 殉教者たち / 紅血の紋章（オットー・シュトラウス） - 2作品
- ハイキュー!! Cross team match!（烏養繋心）
- ペルソナ5（金城潤矢）

2017年
- スーパーロボット大戦V（グーリー・タータ・ガルブラズ、ソルジャー）

2019年
- スーパーロボット大戦T（グーリー、ソルジャー）

### ドラマCD
- オーディオRPG 超龍戦記ザウロスナイト（ギルリアン〈銀魔神〉）
- 風の大陸 CDシネマ1 邂逅編 上（盗賊C）
- 勝手にレボリューション!（キース・ファンネル）
- CDドラマコレクションズ 三國志（丁奉承淵）
- CDシアター ドラゴンクエストII - III（ムーンブルク兵、サイモン）
- ひぐらしのなく頃に（亀田幸一）
- 非公認! 聖飢魔IIカヴァーアルバム 『VOICE』（2006年、BMG JAPAN）
- ぽちゃぽちゃ水泳部（カツ代の父[34]）
- ラスト・エスコート2 〜深夜の甘い棘〜 ドラマCD（香希）
- ラスト・エスコート2 〜深夜の甘い棘〜 ドラマCD 〜ナゼに白薔薇? 艶街九月の夜の夢〜 &キャラクターソング（香希）
- りょー子先生の診療室〜悩める子羊には愛のムチよ〜

### ラジオドラマ
- エメラルドドラゴン（ザンディーグ）
- ザ・ジョーカー「ジョーカーの感謝」（八坂）
- 花の慶次（甲斐の蝙蝠）
- 文化放送 箱根駅伝応援スペシャル〜5夜連続ラジオドラマ『風が強く吹いている』（ニコチャン）
- VOMIC ONE PIECE（海賊）

### 吹き替え

#### 映画
- アメリカン・パイ in ハレンチ・マラソン大会（クーズ〈ジェイク・シーゲル〉）
- 刑事ジョー ママにお手上げ ※フジテレビ版
- スー・チー in ヴィジブル・シークレット（ピーター〈イーソン・チャン〉）
- スズメバチ（スピッツ）※ソフト版
- Saw ZERO（フラヴィエン〈フランソワ・シュニエ〉）
- テロリスト・ゲーム2/危険な標的 ※テレビ版
- デンジャラス・マインド/卒業の日まで
- フリーク・ハウス（ボビー）
- マネー・トレイン ※フジテレビ版
- リクルート（ロニー・ギブソン）

#### ドラマ
- CSI:科学捜査班
  - CSI:5 科学捜査班 #4（テッド・マーティン〈A.J.バックリー〉）
  - CSI:13 科学捜査班 #2、#15（ロナルド・バスデリック〈アダム・J・ハリントン〉）
- CSI:マイアミ
  - CSI:マイアミ5 #11（ヘクター・リベラ〈リック・ゴンザレス〉）
  - CSI:マイアミ9 #5（ジェイソン〈ショーン・ハトシー〉）
- ニキータ（バーコフ〈マシュー・ファーガソン〉）
- パワーレンジャー・イン・スペース（バットアラクス、スパイキー）
- 特殊能力捜査官 ペインキラー・ジェーン（ライリー・ジェンセン〈ショーン・ロバーツ〉）
- 名探偵ロビン 事件はおまかせ!（エディ）

#### アニメ
- サウスパーク/無修正映画版（モグラ）
- ブラザー・ベア2（キナイ）

### 特撮
- 電光超人グリッドマン（1993年、漫才の声）
- 未来戦隊タイムレンジャー（2000年、殺し屋マッドブラストの声）
- 百獣戦隊ガオレンジャー（2001年、フリーザーオルグの声）

### ラジオ

#### パーソナリティ
- ネットでプラネテス!!（司会）
  - ほとんどの回、田中と番組プロデューサー3人の4人だけのメンバーで、細々と会議室などで録音されていた番組。それが好評だったため、「今回で終わり」と言いつつ事あるごとに収録され、アニメの放送終了から1年4カ月後の2005年8月まで続くことになった。現在[いつ?]でも視聴可能。全10回配信。
- ネットでプラネテス!! リベンジ（司会）
  - 前番組（「裏でネットギアス」リターン）が同じく好評だったために、アニメのBlu-ray BOX発売を記念して復活。擬似オーディオコメンタリーを含めて全4回配信。
- コードギアス 反逆のルルーシュ・メールマガジン特別企画「裏でネットギアス」（司会）
  - 『ネットでプラネテス!!』の好評により、『コードギアス』でも正規のネットラジオとは別にほぼ同メンバーで特別企画として実現した。6回配信。
- コードギアス 反逆のルルーシュ・メールマガジン特別企画「裏でネットギアス」リターン（司会）
  - 同番組のBlu-ray&DVD発売を記念して計2回配信されたが、好評により月1回メールマガジンにあわせてレギュラー配信されることとなった。なお、この定期配信により通常会議室である収録場所が役員会議室（神棚付）とグレードが上がった。
- 折笠愛と田中一成のI's Bar（2013年4月 - 2015年12月）
  - 大人のオトナによるおとなのための悪ふざけ番組。バーのオーナーに扮した折笠愛と共に雇われマスターとしてパーソナリティを務めている。隔週金曜日に番組HPで配信された。

### ナレーション
- 相棒〜完全ガイド（テレビ朝日）
- 浅草キッド時事魂!（BS-TBS）
- あっぱれNIPPON珍フード（スカパー281ch）
- ガンダム宇宙世紀大全（NHK BS-2）
- けいざい☆千里眼（BS-TBS）
- The・サンデー（日本テレビ）
- The・サンデー NEXT（日本テレビ）
- 女子才彩（BS-i）
- 週刊お宝TV（NHK BS2）
- 情報プレゼンター とくダネ! 特集コーナー「温故知人」（フジテレビ）
- ファミ通 ゲームチャンネル（KDDI／沖縄セルラー電話・au「EZチャンネル」内コンテンツ）
- ポケモンゲット☆TV （テレビ東京）

### バラエティ
- ダウンタウンのガキの使いやあらへんで!!「ガキの使い裁判」（浜田雅功の声、山崎邦正の声）
- めちゃ×2イケてるッ!（ヤベッチの声）
- ペケ×ポン（川柳コーナー）
- 爆報! THE フライデー（声の出演）
- 中居正広の金曜日のスマたちへ（ひとり農業・日誌ナレーター）

### その他
- モンスターハンター ゲームドラマ ハンター日誌（デイビー）
- スーパーマリオランド3 ワリオランドCM[35]
- ダイドードリンコ しゃべる自動販売機（関西弁担当）[36]
- NHKラジオ第1放送 髙田郁と土井善晴 知りたい！作りたい！二人がいざなう“心にうれしい”江戸の食（2011年11月3日午前10時05分  - 11時50分放送、高田の作品『みをつくし料理帖』の抜粋の朗読担当）
- 土曜プレミアム 独占解明 誰がツタンカーメンを殺したのか!?〜謎の少年王・悲劇の生涯〜（声の出演）
- 火曜サスペンス劇場・名無しの探偵シリーズ 11 「ガラスの少女」（1995年、日本テレビ） - テレクラの客の声